# Caradrina warneckei
Caradrina warneckei är en fjärilsart som beskrevs av Charles Boursin 1936. Caradrina warneckei ingår i släktet Caradrina och familjen nattflyn. Inga underarter finns listade i Catalogue of Life.